# Porckorongsérv
A porckorongsérv (vagy más néven gerincsérv, latinul: hernia disci intervertebralis vagy egyszerűbben discus hernia [discus ’korong’, intervertebralis ’csigolyák közötti’, hernia ’sérvesedés’]) szavak lefordításából származik.
Tünetekkel is járó előfordulása körülbelül a népesség 1-3%-át is érintheti, de a tünetmentes porckorongsérv előfordulását ennél sokkal nagyobbra becsülik, akár 19-27%-ra is. A nemek szerinti férfi-nő arány 2:1, életkor szempontjából a 30–50 év közöttiek a leginkább érintettek. A sérvesedés leggyakrabban az ágyéki (deréktáji) gerincszakasz alsó két porckorongján a 4-es és 5-ös csigolyák között, illetve az 5-ös és a keresztcsont között fordul elő. A gyakoriság szerint a lumbális gerincszakasz után a nyakon fordulnak elő gyakrabban sérvek.

## Anatómia és patológia
A porckorong a csigolyatestek között helyezkedik el, és a gerinc „S” alakú dupla görbületének rugózásában (gravitáció erőbehatás elleni védelem) játszik fontos szerepet. Természetesen az anatómiából adódóan a porckorong komplex része a támasztó- mozgató szervrendszerünknek.
Strukturálisan a porckorong két részből áll, a belső kocsonyás, nagy víztartalmú magból (nucleus pulposus), másrészt a magot közrefogó, benntartó rostos gyűrűből (anulus fibrosus). Kiemelendők még az újabb kutatások, elméletek szerint a porckorong életében fontos szerepet játszó véglemezek, amik a porc és a csont határ találkozásánál vannak, ezekből kapja a porckorong a tápanyagellátását.
A sérvesedés, vagyis hernia a szervezet degeneratív (öregedéssel járó kopásos) folyamatainak egyik eredménye, ami nem feltétlenül alakul ki az öregedő porckorongban. A degeneráció alapelmélete szerint a porckorong kocsonyás része a korral fokozatosan vizet veszt, romlik a rugalmassága, a mindennapi gravitációs terhelése már nem tud megfelelően „visszarugózni”, így magasságcsökkenés következik be. Ezen folyamatok eredménye, hogy megbomlik a gerinc stabilitását adó feszes rendszer, és kóros mozgások lépnek fel, instabillá téve a rendszert. Ezek összességének a része lehet, hogy a rostos gyűrű falát gyengítő először mikro szakadások, majd kisebb repedések jönnek létre, amin a nagy nyomás alatt lépő belső kocsonyás rész benyomul, először elődomborítja a gyűrűt, a majd fokozatos átszakítva lágyrész struktúrákat, szalagokat, bedomborodik (protrusio) a gerinccsatornába, a gyökcsatornába esetleg külsőbb régiókba, az idegi elemeket nyomva tüneteket okoz. Később átszakíthatja teljes falat és kitörhet, sérvesedhet (hernia), a gerinccsatornában a szalagok alá csúszhat (subligamentáris hernia), vagy azon is áttörve kiszakadhat (rupturált hernia), és a csatornába elvándorolhat (migrált hernia).

## Hajlamosító tényezők
Bizonyítottan a rizikófaktorok közé tartozik a dohányzás és az elhízás, elméletileg, részben bizonyítottan a nagy súlyok ismétlődő mozgatása a napi rutinban (sport, munkavégzés). Ugyanakkor a panaszok tartós fennállásában kockázati tényezőnek számít a hivatásszerű gépjárművezetés (például, taxisok), folyamatos hosszú időtartamú ülőmunka és környezeti, ergonómiai faktorok.

## Tünetek
A tünetek az anatómiából vezethetők le. Egyrészt a fájdalmak lokális deréktáji fájdalmak lehetnek (klasszikus lumbágó), de ezek különböző kisugárzásokkal (has, lágyék, keresztcsont, far, lábak) idegi fájdalommal (isiász, femoralgia) is párosulhatnak az alsó végtagok felé. A fájdalom mellett az idegi struktúrák nyomásából, károsodásából adódóan egyéb neurológiai tünetek: lábzsibbadás, gyengeség, bénulás, érzészavar, széklet-vizelet indítási vagy tartási zavar, a nemi élet vegetatív zavarai például: erectilis dysfunkció is előfordulhatnak.

## Kezelés
A diagnózis felállítását követően az első lépés - kevés kivétellel - a konzervatív (nem műtéti) kezelés. Ez enyhébb esetekben pihenést, gyógyszeres kezelést jelent. Az alkalmazott gyógyszerek részben úgynevezett "nem szteroid típusú gyulladáscsökkentő gyógyszerek". Amennyiben 7-10 nap alatt a fájdalom jelentősen csökkent, a következő lépés szakértő gyógytornász vezetésével végzett gerinctorna. Heves fájdalmak esetén nem javasolt a gyógytorna végzése, a torna elkezdését a fájdalom csökkenésének kell megelőznie!
Komolyabb, akár mozgáskorlátozottságot okozó fájdalmak esetén kórházi kezelés is szóba jön. A kezelés első lépése ebben az esetben is konzervatív, mely intravénásan infúzió formájában történik. (Az infúzió ebben az esetben majdnem mindig szteroid tartalmú.) A kezelést kiegészíthetik a gerinc mellé adott, úgynevezett blokád injekciók, és a gerinccsatornába adott epidurális injekciók. A kezelés általában 5-7 napig tart, utána ebben az esetben is gyógytorna következik.
Amennyiben neurológiai tünetek alakulnak ki, vagy a heves fájdalmak a fenti kezelések mellett 4-6 hét alatt nem enyhülnek, műtéti kezelés javasolható. Ez minden esetben a szűkületet okozó, gerincvelőt és idegszálakat nyomó porckorong előboltosulás (sérv) eltávolítását jelenti.